# 尼姆鲁兹省
尼姆鲁兹省（波斯語：نیمروزئ استان）位於阿富汗西南端，與赫爾曼德省、法拉省等省份及伊朗、巴基斯坦等國家相鄰。该省总面积41,000 km²，总人口为149,000 (2002年)，为该国人口最稀少的省份。

## 行政区划

尼姆鲁兹省行政区划

尼姆鲁兹省下辖5个县。